# Laura Cortinas
Laura Cortinas Peláez (San José, 1881 - Montevideo, 5 de mayo de 1969) fue una escritora, política y activista feminista uruguaya.

## Biografía

### Primeros años
Hija de Miguel Cortinas y Laura Ventura Peláez, creció en una familia de hacendados de buena posición económica, junto a sus cuatro hermanos. En 1905 su padre fue elegido como diputado por San José, por lo que toda la familia se radicó en Montevideo.

### Activismo
Junto a su hermano, el escritor y político Ismael Cortinas, participó de la movilización política de 1917 que aportó a la separación entre la Iglesia y el Estado uruguayo.
Su hermano, el compositor César Cortinas enfermó de tuberculosis en 1910 y posteriormente toda la familia viajó a París en busca de una cura a sus constantes dolencias pero debieron retornar ante el estallido de la Primera Guerra Mundial, radicandose en Córdoba (Argentina). César finalmente fallece en 1919, y Laura fundó un conservatorio musical y trabajó para difundir su obra. También desarrolló una destacada labor de lucha por los derechos de las mujeres, junto a otras activistas de su época, como Leonor Horticou y Paulina Luisi.
Brindó numerosas conferencias, entre las que se destacan "La mujer uruguaya reclamando sus derechos civiles y políticos", pronunciada en la Universidad de Montevideo en 1929, la expuesta en el marco del Primer Congreso del Libro Femenino Americano en el Museo Nacional de Bellas Artes de Buenos Aires en 1931, "Poesía uruguaya" en 1933, "Feminismo y femeneidad" e la Universidad de Montevideo en 1931, "Poesía maragata" en San José en 1932, "La mujer y la poesía" en Melo en 1932, "Poesía maternal" en Fray Bentos en 1935 y "Mensaje de Navidad a la mujer inglesa y francesa" en Monevideo en 1939, entre otras.

### Labor literaria
Tuvo una amplia producción literaria, integrada por obras de teatro, novelas y guiones cinematográficos. Escribió Teatro del Amor, libro compuesto por las obras teatrales "Los Tres Amores y "El Buen Amor". Ambas fueron publicadas en Barcelona en 1930 y contaron con una presentación del dramaturgo Gregorio Martínez Sierra. Asimismo "El Buen Amor" fue estrenada en el Teatro Solis el 31 de agosto de 1929.
En 1927 publicó su libro "Carmita", el cual recibió el primer premio en un concurso del Ministerio de Instrucción Pública de Uruguay. Una segunda edición de esta obra fue publicada en 1930 en Barcelona. En 1932 publicó "Mujer", con prólogo de Alfredo L. Palacios, que obtuvo el premio impresión de la Editorial Atlántida de Argentina. Esta obra fue teatralizada y representada en 1938 con el nombre "Como el mundo quiere". También escribió las novelas "La vidente" de 1934, "El hombre nuevo" de 1942, "El último velo" de 1953, que contó con palabras preliminares de Juana de Ibarbourou, y "La niña de trenzas negras" publicada en Madrid en 1954. Su novela "El nuevo Adán" quedó inédita.

### Labor política
Fue una opositora a la dictadura de Gabriel Terra y apoyó con su trabajo a los aliados durante la Segunda Guerra Mundial. En el marco de esta labor llegó a ser presidenta del grupo uruguayo Acción Femenina por la Victoria. En 1947 trabajó como agregada cultural de la Embajada de Uruguay en México y brindó muchas conferencias sobre literatura. Fue una importante colaboradora del Ateneo de Montevideo a partir de 1945 y fue nombrada "socia honoraria" de esa institución.
Cortinas trabajó en la Biblioteca del Poder Legislativo hasta su retiro en 1953, llegando a ser su directora. En 1966 trabajó en Argentina como agregada cultural de la Embajada de Uruguay.

## Obra
- Carmita (Montevideo, 1927. Segunda edición en Barcelona, 1930)
- Mujer (con prólogo de Alfredo L. Palacios, 1932)
- La vidente (1934)
- El hombre nuevo (1942)
- El último velo (con palabras preliminares de Juana de Ibarbourou. Montevideo, 1953)
- La niña de trenzas negras (Madrid, 1954)